# The Hopeless Dawn
The Hopeless Dawn est un film muet américain réalisé par Colin Campbell et sorti en 1913.

## Fiche technique
- Réalisation : Colin Campbell
- Scénario : Colin Campbell
- Date de sortie : 
  - États-Unis : 29 novembre 1913

## Distribution
- Harold Lockwood
- Bessie Eyton
- Wheeler Oakman
- Gertrude Ryan